# Rafael de Castelo de Vide
Rafael de Castelo de Vide, O.F.M. Ref. (Castelo de Vide, 14 de março de 1746 – Ilha de São Tomé, 17 de janeiro de 1800), foi um frei fraciscano, missionário e prelado português da Igreja Católica, que foi bispo de São Tomé e governador.

## Biografia
Era natural de Castelo de Vide, de onde tomou seu nome religioso, quase nada se sabe sobre sua vida pregressa. Fez sua profissão solene no Convento da Consolação do Bosque da vila de Borba, da Província de Piedade da ordem franciscana. Recebeu a ordenação presbiteral em 18 de março de 1770.
Em 22 de junho de 1779, passou a fazer parte do grupo de missionários que iriam para Angola, para onde partiram em 2 de julho do mesmo ano e aonde chegaram em 4 de dezembro. Partiram para o Congo em 2 de agosto de 1780, primeiro de barco até à foz do Rio Dande e depois em redes, acompanhados por 210 carregadores. Ali ficou até 1788, quando era vigário-geral para o Congo.
Foi proposto para bispo de São Tomé por Dona Maria I em 9 de julho de 1794, sendo seu nome aprovado pelo Papa Pio VI em consistório de 12 de setembro do mesmo ano. Tinha inclusive o apoio do rei Henrique II do Congo, que escreveu a Portugal sobre o assunto. Recebeu a ordenação episcopal em 1795.
Chegou as Ilhas e fez sua entrada solene em 19 de agosto de 1797. Durante alguns meses entre 1798 e 1799, serviu como governador de São Tomé e Príncipe. Durante sua prelazia, escreveu diversas cartas para a Metrópole, pedindo várias melhorias para São Tomé e Príncipe, como recursos para construção de um seminário, além de munição e homens para a defesa.
Morreu em 17 de janeiro de 1800, em São Tomé.

## Homenagens
Dom Frei Rafael de Castelo de Vide dá nome a uma rua em sua cidade natal.